# All About Us
 (février 2025).
Si vous disposez d'ouvrages ou d'articles de référence ou si vous connaissez des sites web de qualité traitant du thème abordé ici, merci de compléter l'article en donnant les références utiles à sa vérifiabilité et en les liant à la section « Notes et références ».
Singles de t.A.T.u.
How Soon Is Now?
(2003) Friend or Foe
(2005)
Pistes de Dangerous and Moving
Dangerous and Moving (Intro) Cosmos (Outer Space)
All About Us est une chanson de t.A.T.u. issue de l'album Dangerous and Moving.
C'est le 1er single de l'album Dangerous And Moving.
La chanson est aussi la 9e chanson de l'album Lyudi Invalidy.
Elle a été coécrite par le groupe australien The Veronicas et figure sur l'album The Secret Life Of....
Cette chanson est aussi interprétée par le groupe Sonic Syndicate (cf. Youtube)

## Clip vidéo
Le clip vidéo a été filmé en juin 2005 à Los Angeles et produit par le réalisateur James Cox. Il existe deux versions de la vidéo, une censurée et une non coupée (également connue sous le nom de « version explicite »). La première version a été publiée sur le site officiel le 18 août, tandis que la version non censurée a été publiée plus tard. La vidéo est devenue très populaire en Europe.
En plus d'avoir reçu le prix de la « meilleure vidéo » aux Muz-TV Awards 2006 a remporté dans la même catégorie au MTV Russia Music Awards  de la même année.

### Synopsis
Ce résumé est basé sur la version non censurée.
La vidéo commence avec Lena et Julia qui se garent, tandis que l'autoradio joue « All the Things She Said ». Les deux entrent dans un restaurant, tandis que des titres de journaux concernant des rumeurs sur leur relation apparaissent à l'écran. Ils s'assoient à table, boivent de la vodka, se font photographier et commencent à se disputer, et Julia, furieuse, quitte les lieux. Les gros titres des journaux continuent d'apparaître et Julia fait le tour du restaurant et Lena la perd de vue. Alors qu'elle marche au bord d'une route, habillée de manière plutôt provocante, Julia accepte de monter dans la voiture d'un homme. Lena essaie d'appeler Julia sur son portable mais elle ne répond pas car elle est au téléphone avec quelqu'un d'autre. Julia et le garçon arrivent enfin à la maison, où ils commencent à s'embrasser et à se déshabiller. Cependant, tout cela se transforme en tentative de viol, dès que l'homme force Julia à avoir des copulation. Julia se libère, lui fait un doigt d'honneur et téléphone à Lena. L'homme, cependant, agresse physiquement Julia, la jetant sur une table en verre. Alors, le téléphone portable lui tombe des mains et Lena, réalisant la gravité de la situation, monte dans sa voiture et part à sa recherche dans la nuit. Julia parvient à échapper aux mains du violeur et trouve un pistolet et quelques balles dans une boîte. Lorsque le garçon se retourne pour attaquer à nouveau Julia, elle lui tire une balle dans la tête. Il sort ensuite par une fenêtre et descend l'escalier de secours, juste à temps pour rencontrer Lena qui vient d'arriver en voiture.

### Censure
La version censurée du clip a été fortement modifiée pour la diffusion télévisée : la scène où Julia lève son majeur vers le garçon, où elle est jetée sur la table en verre, la découverte des balles et le croquis de sang sur le mur ont été omis. . Les fans ont été scandalisés par une telle censure, certains affirmant que la vidéo donne désormais l'impression que Julia tire sur l'homme sans raison.
Il existe également une autre version censurée de la vidéo, diffusée exclusivement en France, dans laquelle la scène de l'agression et du meurtre est complètement omise, donnant l'impression que Julia quitte la maison de l'homme après avoir appelé Lena pour qu'elle vienne la prendre.